# Oedmühle (Weigendorf)

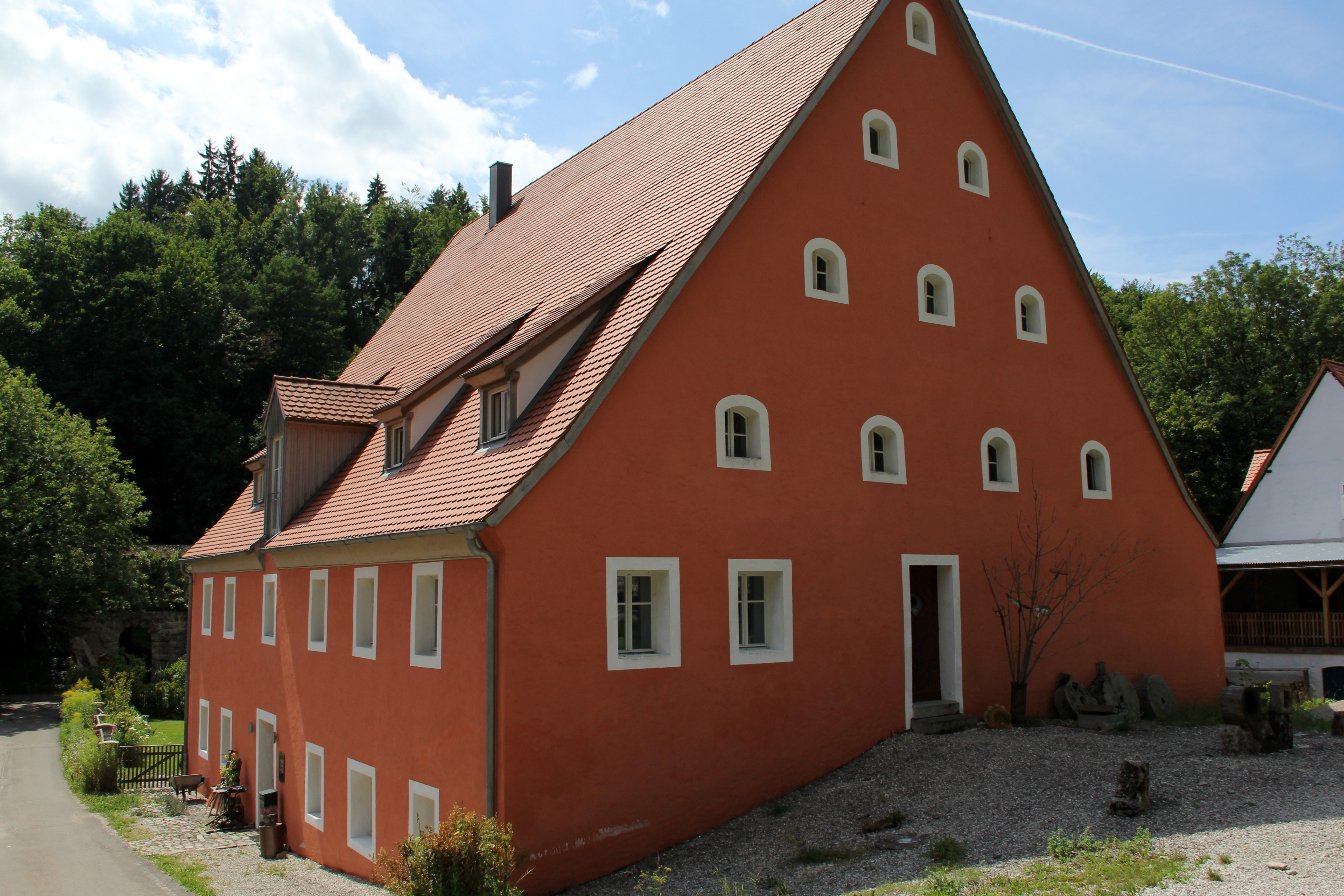
Oedmühle in Weigendorf

Die Oedmühle ist eine Wassermühle in Oed, einem Ortsteil von Weigendorf im Landkreis Amberg-Sulzbach in Bayern. (Am Weinberg 2)

## Geschichte
Die Oedmühle wurde erstmals 1368 im Salbüchlein Karl IV.  als „Oedmühle mit Fischwasser, ein Lehen in Besitz des Lienhart Lichtensteiner“ erwähnt. Sie steht unter Denkmalschutz.
Die Mühle durchlief über die Jahrhunderte, je nach Marktnachfrage, verschiedene Nutzungen und war Mehlmühle, Leinmühle, Farbmühle oder Hammerwerk. Sie wurde mit dem Wasser des Etzelbaches betrieben.
1729 wurde in der Oedmühle unter Besitz des Müllers Jakob Pückel Leinöl geschlagen, 1800 diente die Oedmühle als Glasschleife. Um 1820 wurde die Mühle zum Hammerwerk umgebaut und das Gebäude vergrößert. Sie war dann mit drei oberschlächtigen Wasserrädern ausgestattet. Anlässlich der Verpachtung der Glasschleife an H. Rosenhaupt aus Fürth wurde eine Planskizze erstellt. Zu diesem Zeitpunkt bestand die Mühle aus einer Mehl- und einer Ölmühle. Im Nebengebäude befanden sich ein Glaspoliergang und eine Glasschleife. Das Nebengebäude wurde durch den Fürther Farbfabrikanten zur Bronze- und Brokatfabrik umgebaut.
1888 erwarb die Firma Vogt & Knorr, mit Geschäftssitz in Fürth, das gesamte Anwesen. Das bis dahin in typischer Mischform  mit Wohnen, Arbeiten, Handwerk und Landwirtschaft genutzte Anwesen, wurde nun als Bronzehammer zur Fabrik umgewandelt.
Die Oedmühle wurde 1929 von Johann Wolfgang Arold, Kaufmann und Mühlmaschinenfabrikbesitzer aus Nürnberg, erworben. Er ersetzte das zwei Meter breite, eiserne Wasserrad durch eine leistungsfähigere Francis-Turbine, um in dem fünfgeschossigen Gebäude eine Kunstmühle zu betreiben. In das Gebäude wurde im Erdgeschoss eine Gaststube eingebaut und die seit 50 Jahren leerstehenden Hopfenböden im zweiten und dritten Stock zu Gästezimmern ausgebaut.
In den späten 1960er Jahren wurde das Lohnmahlen eingestellt.
Von 2000 bis 2002 wurde die Oedmühle in enger Zusammenarbeit mit dem Bayerischen Landesamt für Denkmalpflege saniert. Seitdem dient die Mühle als Wohnhaus und Seminarhaus.
Der Oedmühle wurde im Jahre 2013 die “Bayerische Denkmalschutzmedaille”  für die denkmalgerechte Sanierung verliehen.

## Ausstattung
Im Erdgeschoss auf der Nordseite im Gebäude befindet sich die ursprüngliche Struktur eines Oberpfälzer Wohnstalls
mit Kreuzgewölbe. Im Stockwerk darüber eine Kunstmühle aus dem Jahre 1929 aus der Mühlenbauanstalt Johann Wolfgang Arold mit vier Walzenstühlen, einem  Trieur, einem Aspirateur, sowie einem stehenden Plansichter, der über eine Francis-Turbine angetrieben wird.

## Denkmalbeschreibung
Stattlicher, zweigeschossiger und verputzter Bruchsteinbau mit Satteldach, einseitig mit kleinem Schopf, teils mit Stichbogenlaibungen, 18. Jahrhundert, mit älterem Kern, Erweiterung und Umbau zu Hammerwerk 1820; mit Ausstattung.
Stadel, eingeschossiger, verputzter Massivbau mit Satteldach und Lünettenfenstern, 18. Jahrhundert.